# Kagenhof
Kagenhof (fränkisch: Kogn-huhf) ist ein Gemeindeteil der Gemeinde Veitsbronn im Landkreis Fürth (Mittelfranken, Bayern). Kagenhof liegt in der Gemarkung Veitsbronn.

## Geografie
Der historische Ortskern des Dorfes befindet sich etwa zwei Kilometer südsüdwestlich des Ortszentrums von Veitsbronn und liegt auf einer Höhe von 301 m ü. NHN. Am nördlichen Ortsrand von Kagenhof fließt die Zenn vorbei. Im Süden grenzt das Flurgebiet Am Reutfeld an. Die Kreisstraße FÜ 17 führt nach Siegelsdorf (1,2 km östlich) bzw. nach Raindorf (1,1 km westlich). Kagenhof liegt nördlich der Bahnstrecke Siegelsdorf–Markt Erlbach und südwestlich der Bahnstrecke Fürth–Würzburg.

## Geschichte
Der Ort wurde wahrscheinlich 1396 als „Kabenhof“ erstmals urkundlich erwähnt, möglicherweise aber auch erst im Jahr 1409 als „Kabenhofe“. Das Bestimmungswort des Ortsnamens ist das mittelhochdeutsche Wort „Gehag“ (=Umzäunung). Es wurde also damit ein umzäunter Hof bezeichnet.
Gegen Ende des 18. Jahrhunderts gab es in Kagenhof 2 Anwesen. Das Hochgericht übte das brandenburg-ansbachische Stadtvogteiamt Langenzenn aus. Die Dorf- und Gemeindeherrschaft hatte das Landpflegamt Nürnberg. Grundherren waren die Mendelsche Zwölfbrüderhausstiftung der Reichsstadt Nürnberg (1 Halbhof) und der Nürnberger Eigenherr von Pömer (1 Halbhof).
Von 1797 bis 1808 unterstand der Ort dem Justiz- und Kammeramt Cadolzburg. Im Rahmen des Gemeindeedikts wurde Kagenhof dem 1808 gebildeten Steuerdistrikt Seukendorf und der im selben Jahr gegründeten Ruralgemeinde Horbach zugeordnet.
Kagenhof wurde im April 1953 von der damaligen Gemeinde Horbach nach Veitsbronn eingegliedert.

## Einwohnerentwicklung
| Jahr      | 001818 | 001840 | 001861 | 001871 | 001885 | 001900 | 001925 | 001950 | 001961 | 001970 | 001987 | 002022 |
| Einwohner | 19     | 14     | 17     | 20     | 15     | 57     | 80     | 153    | 116    | 135    | 152    | 156    |
| Häuser    | 2      | 2      |        |        | 2      | 4      | 7      | 11     | 11     |        | 29     |        |
| Quelle    | [ 12 ] | [ 13 ] | [ 14 ] | [ 15 ] | [ 16 ] | [ 17 ] | [ 18 ] | [ 19 ] | [ 20 ] | [ 21 ] | [ 22 ] | [ 1 ]  |

## Religion
Der Ort ist seit der Reformation evangelisch-lutherisch geprägt und bis heute nach St. Katharina (Seukendorf) gepfarrt. Die Einwohner römisch-katholischer Konfession waren ursprünglich nach St. Michael (Wilhermsdorf) gepfarrt, heute ist die Pfarrei Heilig Geist (Veitsbronn) zuständig.